# Рожков, Иван Сергеевич
Иван Сергеевич Рожко́в (1908—1971) — советский геолог. Член-корреспондент АН СССР. Лауреат двух Сталинских премий.

## Биография
Родился 20 августа (2 сентября) 1908 года в селе Ивонино (ныне Калужская область). В 1933 году окончил геологический факультет ЛГИ. Затем до 1945 года работал в тресте Уралзолото. С 1945 по 1947 годы — главный геолог Главзолото. Доктор геолого-минералогических наук (1952). В 1957—1964 годах руководил Институтом геологии Якутского филиала СО АН СССР. Одновременно занимал должность председателя президиума ЯФ СО АН СССР. Профессор (1959).
Член-корреспондент АН СССР (10 июня 1960 года) по специальности «геология». В 1964—1971 годах руководил ЦНИГРИ.
Входил в состав редколлегий журналов «Советская геология», «Геология рудных месторождений» и «Геология и геофизика».
Умер 30 июля 1971 года в посёлке Домбаровский (Оренбургская область). Похоронен в Москве на Новодевичьем кладбище (участок № 6).

## Вклад в науку
Принимал непосредственное участие в открытии крупных золотоносных районов и месторождений. Научные труды посвящены вопросам поиска и разведки месторождений золота, платины и алмазов.

## Награды и премии[4]
- орден Ленина (1967)
- орден Трудового Красного Знамени (1968)
- орден  Красной Звезды (1952)
- Сталинская премия второй степени (1950) — за разработку и анализ металлогенической карты для геолого-поисковых работ
- Сталинская премия второй степени (1951) — за открытие и разведку месторождений полезного ископаемого.
- заслуженный деятель науки Якутской АССР (1962)